# Se Liga na Busca
Se Liga na Busca é um programa do canal Multishow, apresentado por Pedro Neschling.
Os episódios tem uma profissão como tema. Dois jovens estudantes são levados a se encontrar com um profissional bem sucedido da área, convidados a cumprir uma missão, e avaliados no final.

## Episódios exibidos
- Produção musical - com Berna Ceppas
- Música - com John Neschling
- Design de jóias - com Antônio Bernardo
- Hotelaria - no Club Med
- Fotografia - com Evandro Teixeira
- Design de interiores - com João Armentano
- Moda - na Raia de Goye
- Paisagismo
- Dança - com Regina Miranda
- Radialismo - com Sidney Resende
- Gastronomia - com Carla Pernambuco
- Artes plásticas - com Mauro Senise
- Teatro - com Ernesto Piccolo
- Cartunismo - com Adão Iturrusgarai
- DJ - com DJ Malboro